# Schlutzkrapfen
Mezzelune [ˌmɛddzeˈluːne], também conhecido como Schlutzkrapfen no Tirol do Sul, Tirol e regiões vizinhas de língua alemã e como crafuncins ou cajincì nas regiões de língua ladina, são massas recheadas semicirculares, semelhantes a ravioli ou pierogi. A massa é geralmente feita de farinha branca ou farinha de trigo-sarraceno, sêmola durum, misturada com ovos e azeite. Recheios típicos podem incluir queijo (como ricota, quark, mussarela ou Bitto), espinafre ou cogumelos (como porcini, chanterelles ou champignons). Também há receitas com recheio de batata, carne, beterraba vermelha ou chucrute. O prato pode ser servido com molho de cogumelos ou pesto, com salsa, com frutos do mar e/ou com tomate cereja.

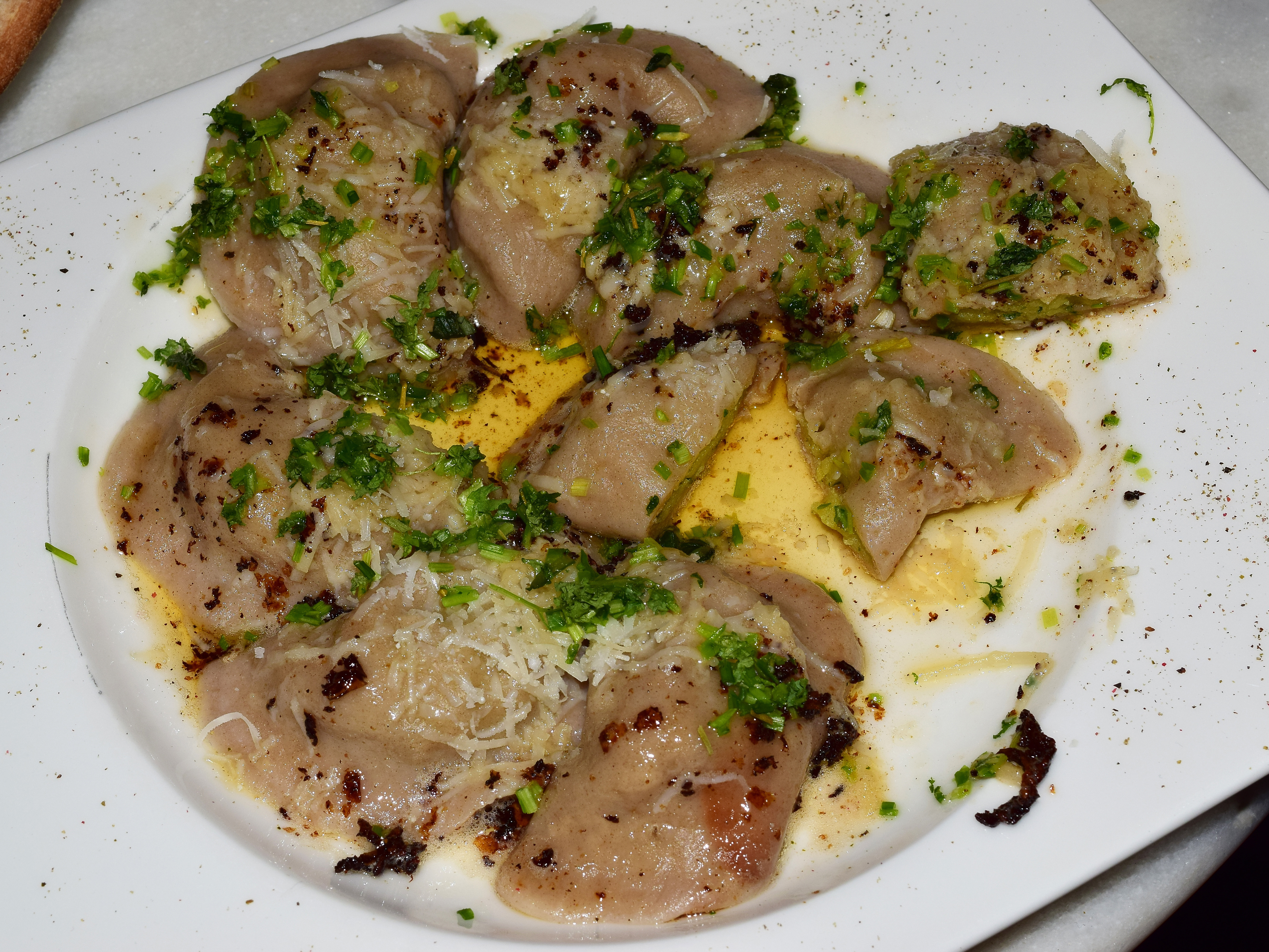
Schlipfkrapfen à base de farinha de trigo-sarraceno

## Pratos semelhantes
Tipos semelhantes de massa são conhecidos como casunziei na área das Dolomitas, casoncelli na Lombardia e cjarsons no Friuli.

## Veja também

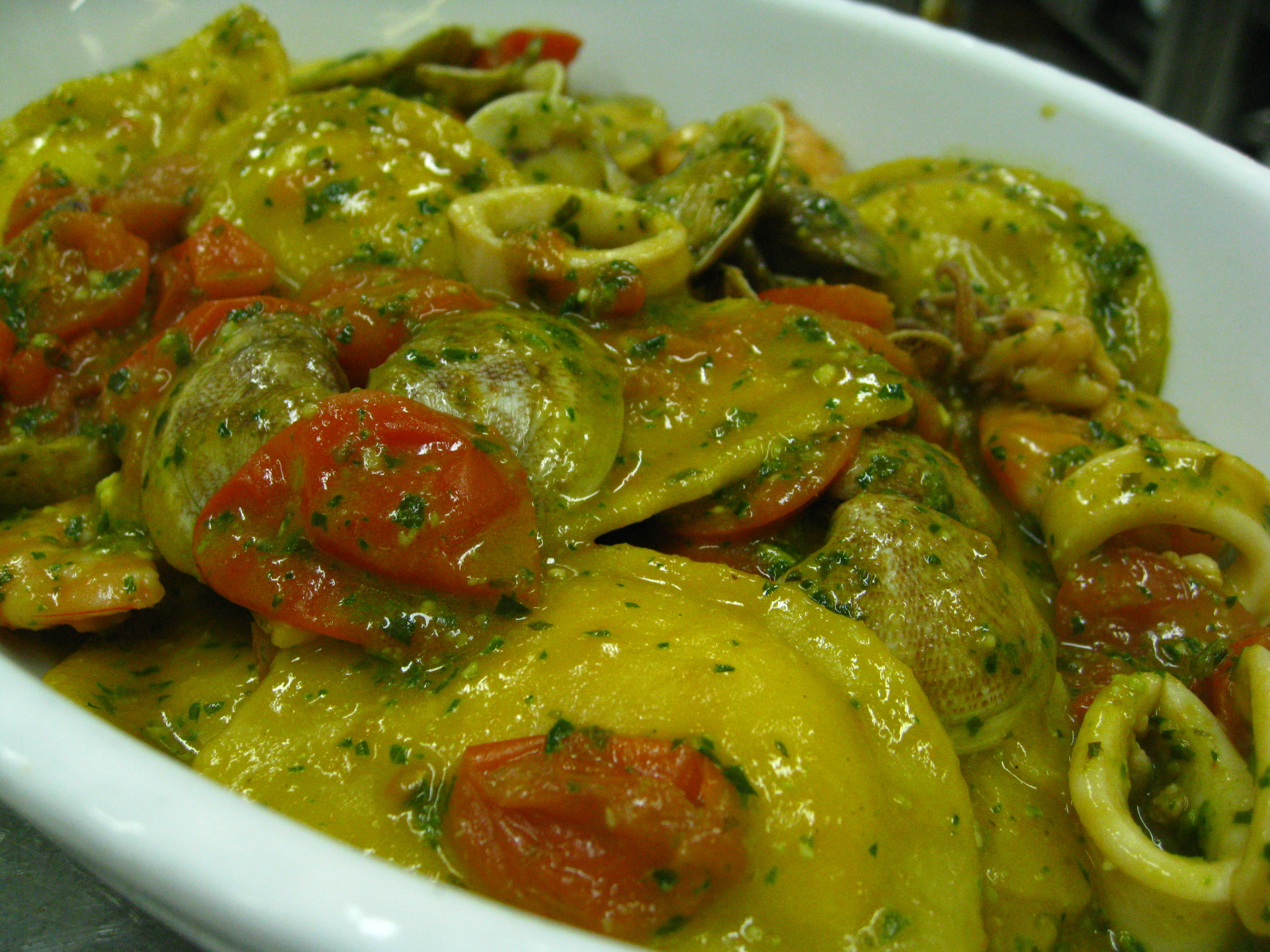
Mezzelune com frutos do mar e pesto